# Se Fyn fra Odins Taarn
|  | Denne artikel er oprettet af botten Steenthbot ud fra en ekstern database. Den kan derfor have sproglige fejl eller mangler. Denne skabelon kan fjernes efter kontrol af indholdet. |

Se Fyn fra Odins Taarn er en dansk dokumentarfilm fra 1937.

## Handling
Odins Tårn er projekteret og opført af Monberg & Thorsen i 1935. 110 meter over havet er der bygget en restaurant med plads til 200 gæster. Den øverste udsigtsplatform ligger i 191 meters højde. Udsigten er forrygende, og tårnet er et populært udflugtsmål.
Optagelser fra seværdigheder i og omkring Odense: et friluftsbad, frugtauktionen i Gartnernes Salgshal, H.C. Andersens barndomshjem og museet, Odense Rådhus, Odense Teater og Grand Hotel, Fyns Forum, Zoologisk Have, Banegården, Thomas B. Thriges dynamo, havnen og kongeskibets ankomst med Kong Chr. X samt byens gader og parker.